# Georgij Grečko
Georgij Michajlovič Grečko, rusky Георгий Михайлович Гречко, (25. května 1931 Leningrad – 8. dubna 2017), byl sovětský kosmonaut. Do kosmu na orbitální stanice Saljut se dostal třikrát na lodích Sojuz jako palubní inženýr.

## Život

### Mládí a výcvik
Narodil se 25. května 1931 v Leningradu. Jeho matka je Alexandra Jakovlevna, hlavní inženýrka závodu, byla Běloruska z města Čašniki (nyní Vitebská oblast), otec byl Michail Fedorovič, mladší výzkumník, Ukrajinec z Černigovské oblasti. Za války jej rodiče poslali k babičce do Černigova. Postupně absolvoval nejrůznější školy přes střední až k leningradské fakultě mechaniky, kde v roce 1955 promoval a začal pracovat v konstrukční kanceláři Sergeje Koroljova OKB-1. Ten jej doporučil k výcviku kosmonautů a v roce 1966 se tak stalo. Hned na počátku výcviku se však zranil a tak se dál věnoval hlavně studiu. Obhájil diplomovou práci s tématem cesty k Měsíci a po uzdravení a lékařských testech do výcviku vrátil. Byl určen náhradníkem k letu Sojuzu 9 v roce 1970. V roce 1975 již do vesmíru letěl.

### Lety do vesmíru
První let v kosmické lodi Sojuz 17 absolvoval v roce 1973 s kosmonautem Alexejem Gubarevem. Startovali z kosmodromu Bajkonur a jejich cílem byla orbitální stanice Saljut 4. Na oběžné dráze strávili měsíc a pak přistáli s kabinou na padácích v Kazachstánu.
O dva roky později letěl v Sojuzu 26 s Jurijem Romaněnkem k orbitální stanici Saljut 6. Zde jako člen dlouhodobé základní posádky přivítal dvě další lodě, Sojuz 27 a Sojuz 28, kde byl i československý kosmonaut Vladimír Remek. Během služby se k nim připojila i první nákladní loď typu Progress. Grečko se vrátil dolů v lodi Sojuz 27 po třech měsících strávených mimo Zemi, což byl tehdy světový rekord..
Třetí let absolvoval až o osm let později. Letěl na osm dní se Sojuzem T-14 na orbitální stanici Saljut 7. V té době mu bylo 54 let.
- Sojuz 17 (10. ledna 1975 – 9. února 1975)
- Sojuz 26, Sojuz 27 (10. prosince 1977 – 16. března 1978)
- Sojuz T-14 (17. září 1985 – 25. září 1985)

### Po letech
V rámci výcviku se zúčastnil několika expedic do Pamíru a na Sibiř, protože zde získané znalosti byly využity při snímkování zadaných oblastí z vesmíru a dalším výzkumným úkolům. V roce 1978 byl pozván i do Československa, kde mj. obdržel 27. dubna Zlatou hvězdu hrdiny ČSSR. Byl v náhradní posádce sovětsko-indického letu Sojuz T-11. V roce 1984 obhájil disertaci o optických výzkumech zemské atmosféry a získal titul doktora fyzikálně matematických věd. Byl ženatý a měl dvě děti.